# Phare de Terre-Nègre
Le phare de Terre-Nègre est un amer formant une tour cylindrique d'un peu plus de 26 mètres de haut.
Situé à la pointe de Terre-Nègre, dans la commune de Saint-Palais-sur-Mer, en Charente-Maritime, il est destiné à baliser la passe sud de l'estuaire de la Gironde et à signaler la présence d'un banc de sable dangereux, la « barre à l'Anglais ».

## Description
Cet édifice forme une tour-colonne de 3,16 mètres de diamètre et de 26,60 mètres de haut. 
Un escalier à vis et à noyau central de 143 marches conduit à une plate-forme sommitale dotée d'un feu directionnel. La tour est peinte de deux couleurs différentes afin de la rendre plus visible : la partie supérieure l'est en rouge, la partie inférieure, en blanc.
La base du phare est masquée par un corps de bâtiment qui servait autrefois de logement de fonction au gardien.
Le phare fait l’objet d’une inscription au titre des monuments historiques depuis le 15 avril 2011.

## Historique
L'implantation d'un amer à cet emplacement est envisagé en 1763. De Kearney reprend le plan de balisage quatre années plus tard. Les travaux de construction de la tour débutent en 1770 et se terminent en 1773, sans doute sous la conduite de l'ingénieur bordelais Claude Tardy.
En 1807, la tour est surhaussée. Ces travaux sont considérés comme insuffisants par une partie des navigateurs de l'estuaire. En 1834, des marins du port voisin de Royan envoient une requête au ministère de la marine afin que soit étudiée la possibilité d'équiper la tour d'un feu. Cette demande est ajournée l'année suivante, faute de crédits suffisants.
Une nouvelle demande des marins pousse la commission des phares à expérimenter un premier feu en 1836. Finalement, le 15 octobre 1838, un feu fixe blanc de 4e ordre est installé de manière permanente. Ce dernier est remplacé en 1856 par un feu fixe blanc de 4e ordre de petit modèle dioptrique avec secteur renforcé de 5e ordre catoptrique. Il est équipé de nouveaux feux en 1899 et en 1904.
En 1939, il est électrifié.
Durant l'occupation allemande, le phare sert d'observatoire aux soldats de la Wehrmacht. Endommagé durant les combats de 1945 (présence de brèches au sommet de la tour), il est remis en état dans l'immédiat après-guerre.
En mars 1947, le phare est de nouveau opérationnel. Un feu à trois occultations — changement toutes les 12 secondes — est mis en place. Ses couleurs sont : le blanc, le rouge et le vert.
Sa portée actuelle est de dix-huit milles nautiques.